# Benny Safdie
Benjamin Safdie (Nueva York, 24 de febrero de 1986) es un actor y cineasta estadounidense, reconocido por su trabajo junto con su hermano mayor Josh como directores de los filmes Good Time (2017) y Uncut Gems (2019). Como actor ha participado en películas como Pieces of a Woman, Licorice Pizza y Oppenheimer.

## Filmografía

### Como cineasta
| Año  | Título                       | Director | Escritor | Editor | Notas           |
| ---- | ---------------------------- | -------- | -------- | ------ | --------------- |
| 2008 | The Pleasure of Being Robbed | No       | No       | Sí     |                 |
| 2009 | Daddy Longlegs               | Sí       | Sí       | Sí     | Con Josh Safdie |
| 2013 | Lenny Cooke                  | Sí       | No       | Sí     | Con Josh Safdie |
| 2014 | Heaven Knows What            | Sí       | No       | Sí     | Con Josh Safdie |
| 2017 | Good Time                    | Sí       | Sí       | Sí     | Con Josh Safdie |
| 2019 | Uncut Gems                   | Sí       | Sí       | Sí     | Con Josh Safdie |

### Como actor
Cine
| Año  | Título                               | Papel         | Director             | Notas |
| ---- | ------------------------------------ | ------------- | -------------------- | ----- |
| 2017 | Person to Person                     | Eugene        | Dustin Guy Defa      |       |
| 2017 | Good Time                            | Nick Nikas    | Hermanos Safdie      |       |
| 2020 | Pieces of a Woman                    | Chris         | Kornél Mundruczó     |       |
| 2021 | Licorice Pizza                       | Joel Wachs    | Paul Thomas Anderson |       |
| 2023 | Are You There God? It's Me, Margaret | Herb Simon    | Kelly Fremon Craig   |       |
| 2023 | Oppenheimer                          | Edward Teller | Christopher Nolan    |       |

Televisión
| Año  | Título         | Papel            | Notas                                           |
| ---- | -------------- | ---------------- | ----------------------------------------------- |
| 2016 | Togetherness   | Hermano Craddock | 1 episodio                                      |
| 2022 | Obi-Wan Kenobi | Nari             | Elenco principal, miniserie de TV (6 episodios) |